# Куријузо (Л'Аквила)
Куријузо (итал. Curiuso) је насеље у Италији у округу Л'Аквила, региону Абруцо.
Према процени из 2011. у насељу је живело 35 становника. Насеље се налази на надморској висини од 473 м.